# Luzia Nistler
Luzia Nistler (* 1957 in Tulln an der Donau) ist eine österreichische Theater-, Oper- und Musicalschauspielerin. Sie hatte ihren großen Durchbruch mit Andrew Lloyd Webbers Musical Das Phantom der Oper.

## Leben
Luzia Nistlers Vater ist ebenfalls Schauspieler. Nistler selbst sang schon als Kind im Chor und war in vier Chören gleichzeitig aktiv. Ihre Eltern nahmen sie auch mit in die Volksoper. Mit 17 Jahren schaffte sie die Aufnahmeprüfung für das Wiener Konservatorium, das sie jedoch nach einem halben Jahr wieder verließ. Erst im Alter von 22 Jahren entschied sie sich, wieder das Konservatorium zu besuchen, und studierte Musical und Operette. Außerdem absolvierte sie eine Ausbildung in Gesangspädagogik an der Hochschule für Musik und Darstellende Kunst Wien. Ihr Debüt hatte sie am Stadttheater in St. Pölten.
1988 gelang ihr der Durchbruch als Christine Daaé im Phantom der Oper. Danach folgten viele weitere Hauptrolle in Erfolgsmusicals wie z. B. Evita. Ebenfalls bekannt ist ihre Verkörperung der Nebenrolle der Herzogin Ludovika, Mutter von Kaiserin Elisabeth, im Musical Elisabeth. Auch ist sie dort als Frau Wolf  zu sehen. Selbst inszenierte Nistler das Musical Konrad oder das Kind aus der Konservenbüchse nach einem Roman von Christine Nöstlinger.
Nistler ist verheiratet und hat drei Kinder.
Von 2015 bis 2016 war sie Direktorin und Schulleiterin der Musical Akademie Graz.